# Dumitru Pletos
Dumitru Pletos (n. 8 septembrie 1929, Făgăraș, județul Făgăraș – d. 26 august 2019) a fost un general român care a îndeplinit funcția de comandant al Armatei a II-a (1990).
A luptat în cel de-al Doilea Război Mondial. A absolvit Școala de Ofițeri (1950) și apoi Academia Militară în U.R.S.S. (1959 - 1961).
În perioada 1958-1959 a fost comandantul Regimentului 234 Mecanizat (din 10 ianuarie 1959 Regimentul 36 Mecanizat). Ulterior a fost comandant al Diviziei 2 Mecanizate de la Craiova (august 1961 - iunie 1973) și Diviziei 1 Mecanizate "Tudor Vladimirescu - Debrețin". În anul 1985 a fost trecut în rezervă.
La data de 28 decembrie 1989, generalul-maior (cu o stea) Dumitru Pletos a fost rechemat în activitate  și înaintat la gradul de general-locotenent (cu 2 stele) fiind numit comandant al Diviziei 1 Mecanizate "Tudor Vladimirescu - Debrețin" (24 dec. 1989 - 10 ian. 1990) și locțiitor al comandantului Armatei a 2-a. (ian. - febr. 1990) .
În perioada 7 - 26 februarie 1990, generalul-locotenent (cu 2 stele) Dumitru Pletos a îndeplinit funcția de comandant al Armatei a II-a, cu comandamentul la Buzău. A fost trecut în rezervă cu acest grad la 22 februarie 1990 . La 28 aprilie 2009 a fost avansat la gradul de general locotenent (cu trei stele) în retragere.

## Decorații
- Ordinul „Steaua Republicii Populare Romîne” clasa a V-a (12 august 1959) „pentru contribuție activă la întărirea regimului democrat-popular”[5]
- Ordinul „23 August” clasa a V-a (10 august 1964) „pentru merite deosebite în opera de construire a socialismului, cu prilejul celei de a XX-a aniversări a eliberării patriei”[6]
- Ordinul „Apărarea Patriei” clasa a III-a (16 decembrie 1972) „pentru merite deosebite în opera de construire a socialismului, cu prilejul aniversării a 25 de ani de la proclamarea Republicii”[7]
- Ordinul Național „Steaua României” în grad de cavaler (2008)

## Scrieri
- Dumitru Pletos, Noul în gândirea tactică românească, Editura Militară, 1978